# Personal System/2

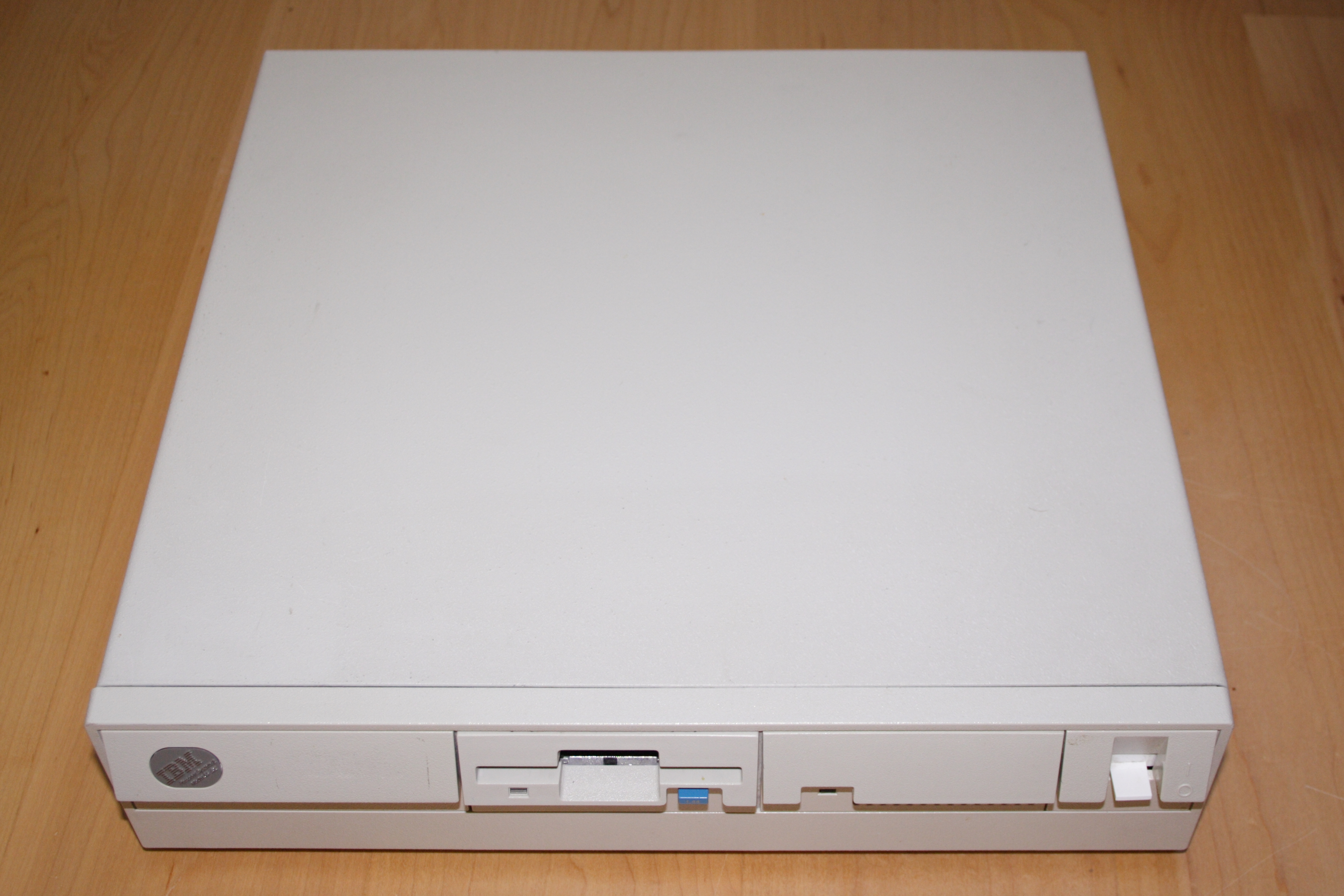
IBM PS/2 Model 55 SX

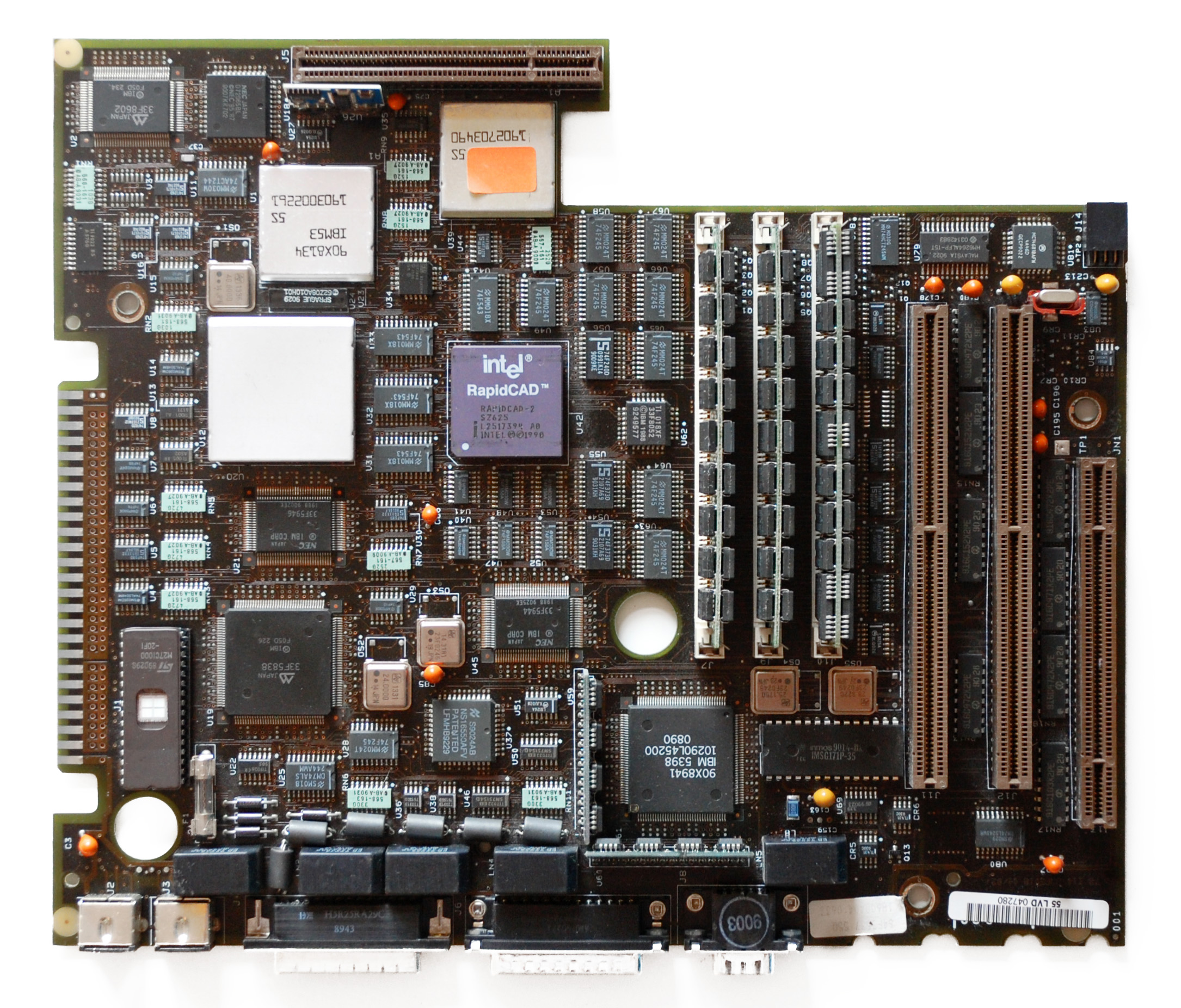
IBM PS/2 Model 70 (8570-121) MCA Motherboard

Das Personal System/2 ist eine von IBM 1987 eingeführte Personal-Computer-Reihe, die das bisherige System des IBM PC/AT ablösen sollte.

## Architektur
Herausragende Merkmale waren der 32-Bit-basierende Systembus Microchannel, der den AT-Bus, später als ISA-Bus bezeichnet, ablösen sollte, der Intel-80386-Prozessor, neue Möglichkeiten im grafischen Bereich (VGA, 8514/A und XGA) und das „intelligente“ Netzteil. IBM verbaute zum ersten Mal in einem PC-kompatiblen System 3,5″-Diskettenlaufwerke mit 1,44 MB Kapazität (später mit bis zu 2,88 MB), was zunächst für Verwirrung sorgte, weil auf den Vorgängermodellen 5,25″-Disketten üblich waren, für die PS/2-Modelle aber kein 5,25″-Laufwerk angeboten wurde. Der ESDI- und SCSI-Festplattenanschluss ersetzten die frühe ST506-Schnittstelle des IBM PC XT und PC/AT mit deutlich besseren Massenspeichermöglichkeiten.

## Marktsituation
Das neue System bot auf Grund der Microchannel-Architektur eine Menge Vorteile, war aber z. B. nicht kompatibel zu alten AT-Erweiterungskarten oder Disketten und äußerst teuer. Als Betriebssysteme konnten PC DOS, das neue OS/2 oder das Unix-Derivat AIX gewählt werden. IBM ließ sich diese Architektur sowie weite Teile des Systems patentieren und verlangte hohe Lizenzzahlungen von Herstellern, die selbst ein PS/2-kompatibles System anbieten wollten, um zu verhindern, dass die eigenen Rechner von Nachbauten vom Markt verdrängt würden, wie es beim AT geschehen war.
Die Konkurrenz unter Führung von Compaq rebellierte; dieses Unternehmen hatte bereits ein System auf Basis des Intel 386 im Angebot, das jedoch mit den AT-Steckplätzen versehen war. Das PS/2 konnten sich wegen nur mäßigen Erfolgs nicht durchsetzen. Die nötige Geschwindigkeit für den IO-Bereich wurde bei den PC-Nachbauten durch neue, offene Schnittstellen (EISA, VESA Local Bus und später PCI) nachgerüstet. Der Microchannel verschwand 1995 mit den letzten PS/2 im PC-Bereich vollständig vom Markt.
Der überschätzte Erfolg hatte Konsequenzen, IBM hatte seine Marktmacht im PC-Bereich verloren, fortan galt bedingungslose Abwärtskompatibilität auch auf Hardware-Ebene als oberstes Gebot im PC-Bereich. Nach den PS/2-Modellen brachte IBM die Reihe PS/ValuePoint auf den Markt – diese Rechner waren u. a. mit AT-Bus deutlich kompatibler zu den ursprünglichen IBM-PC-Modellen. Letztendlich gab IBM 2005 das Segment aber an Lenovo ab.

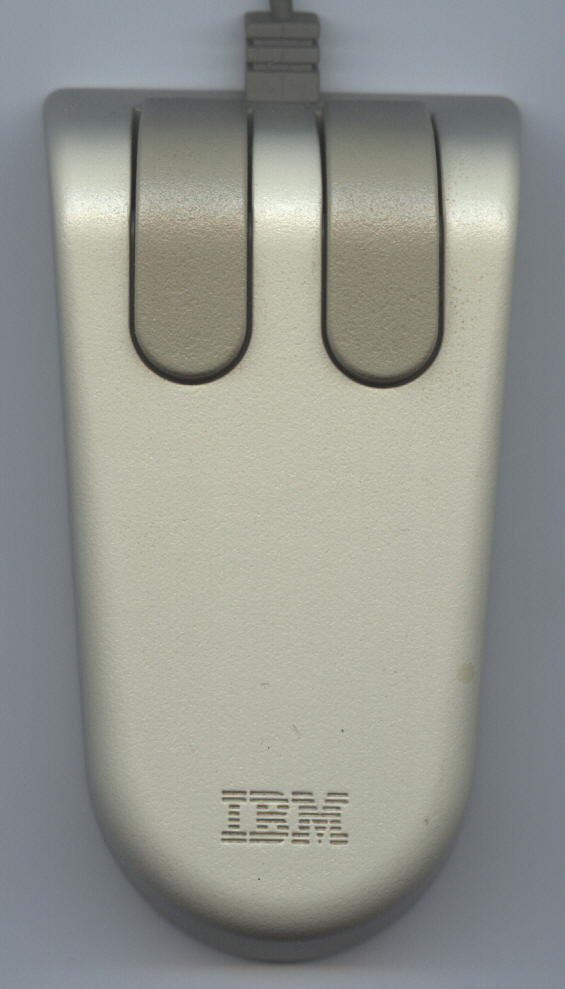
IBM-PS/2-Maus

An die PS/2-Systeme erinnern heute noch die PS/2-Anschlüsse für Eingabegeräte, wie Mäuse und Tastaturen, die aus Gründen der Kompatibilität lange Zeit auf jeder Hauptplatine zu finden waren, aber mittlerweile durch USB verdrängt wurden, sowie die Bezeichnung des Arbeitsspeicher-Sockels PS/2-SIMM, welcher in den meisten 486er- und Pentium-Systemen Verwendung fand.

## Die verschiedenen PS/2-Modelle

### Mit AT-Bus

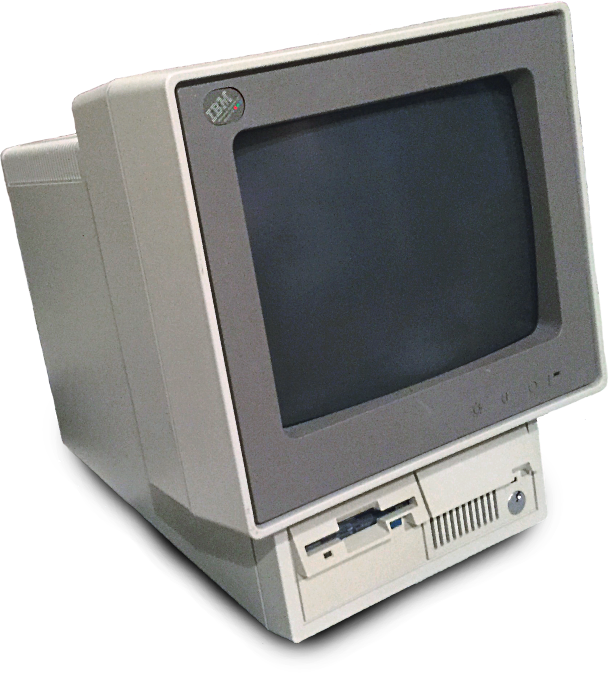
PS/2 Model 25

- PS/2 Model 25, ein leistungsschwacher Arbeitsplatzrechner mit integriertem Monitor (technisch mehr ein IBM PC XT mit Intel 8086- oder 80286-Prozessor)
- PS/2 Model 30, das damalige Einstiegsmodell (wie Modell 25 mehr ein PC XT als ein PS/2)
- PS/2 Model 35, SX oder LS als Netzwerkclient
- PS/2 Model 40, eine Einstiegslösung
- PS/2E, ein von einem Laptop abgeleiteter Mini-Desktop. Die IBM-interne Bezeichnung ist #9533. Seine Abmessungen betragen lediglich 70 mm × 305 mm × 305 mm. Seine technischen Hauptmerkmale sind: IBM 486SLC2@25/50 MHz, max. 16 MB RAM und 160 MB 2,5″ IDE-Festplatte. Da der IBM 486SLC2 das Businterface des 386SX besitzt, ergibt sich die für einen „echten“ 486 geringe RAM-Begrenzung auf 16 MByte. Ein 387SX kann optional hinzugefügt werden. Im Gegensatz zu den meisten frühen PS/2-Modellen hat er keinen MCA-, sondern ISA-Bus (nur ein Steckplatz). Der ISA-Steckplatz wurde ab Werk mit einem Adapter für 16/4 Token Ring, Ethernet 10BASE-T oder 4-fach PCMCIA ausgeliefert. Statt über die IDE-Festplatte kann man auch über Speichermedien im PCMCIA-Adapter (Memorycard oder Festplatte) booten. Weitere Laptop-Ähnlichkeiten sind eine kompakte Tastatur mit integriertem Trackpoint II sowie ein laptopähnliches Power-Management. Als Betriebssysteme werden DOS mit Windows 3.1, OS/2 und AIX unterstützt.

### Mit Microchannel

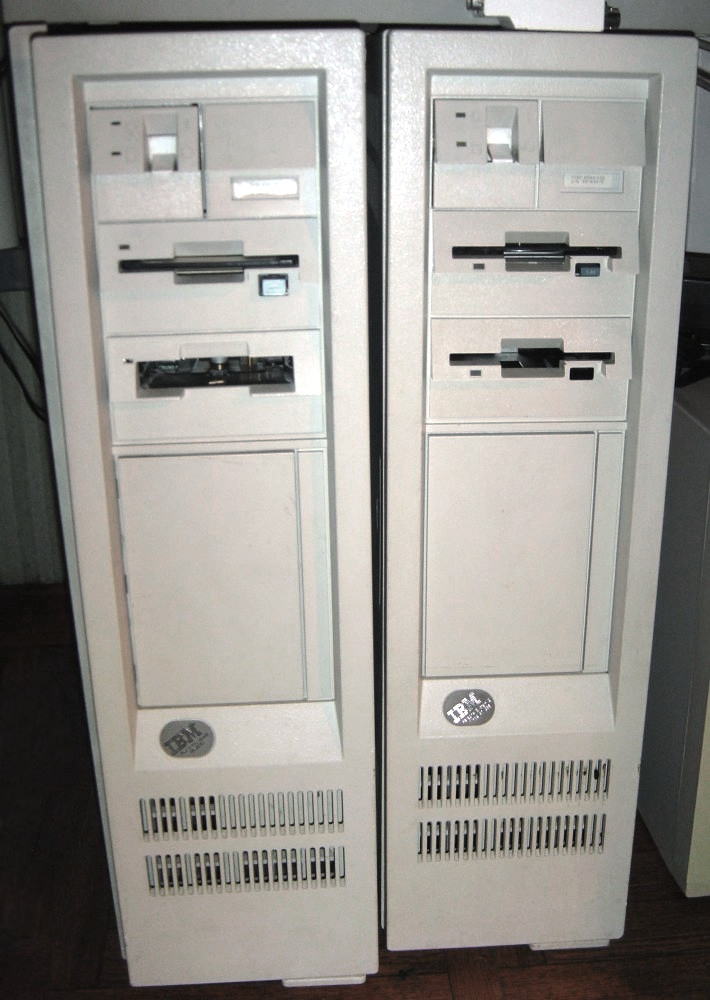
PS/2 Model 60 und PS/2 Model 80

- PS/2 Model 50, beliebter Desktop-Rechner mit 80286-Prozessor
- PS/2 Model 55, flacher Desktop-Rechner mit 80386SX-Prozessor
- PS/2 Model 56, kompakter Desktop-Rechner mit IBM-486SLC2- oder -486SLC3-Prozessor
- PS/2 Model 57, Arbeitsplatzrechner
- PS/2 Model 60, Einstiegsserver mit 80286-Prozessor
- PS/2 Model 65, Einstiegsserver mit 80386SX-Prozessor
- PS/2 Model 70, ein durchschnittlicher Arbeitsplatzrechner
- PS/2 Model 77 Multimedia, ein auf die damalige Multimedia-Welle ausgelegter Rechner mit CD-ROM-Laufwerk, Videobearbeitungskarte und Soundkarte serienmäßig
- PS/2 Model 80, der erste IBM-Rechner mit Intel 80386-Prozessor, ausgelegt als Hochleistungsarbeitsplatz oder Arbeitsgruppenserver
- PS/2 Model 90, eine Hochleistungsarbeitsstation mit XGA-Grafik
- PS/2 Server 85, Einstiegsserver
- PS/2 Server 95, Server mit dem 486- oder Pentium-Prozessor
- PS/2 Server 195, mittlerer Netzwerkserver
- PS/2 Server 295, großer Netzwerkserver
- PC Server 720 großer Netzwerkserver mit 7 Microchannel-/PCI-Slots und bis zu 6 Pentium-CPUs

### Mobilrechner

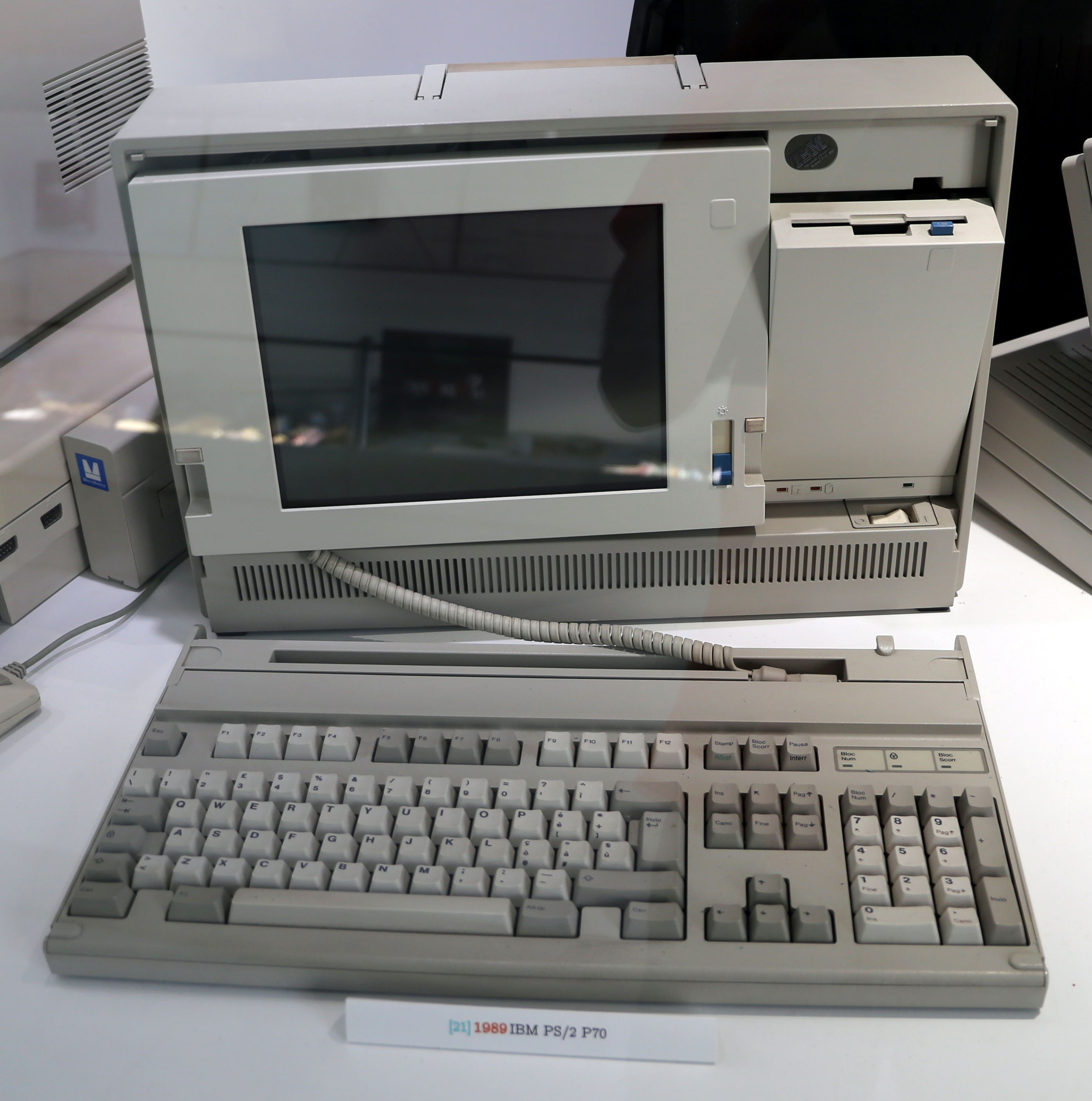
PS/2 Model P70

- PS/2 Model P70, ein tragbarer Rechner mit 386DX-Prozessor und Plasma-Bildschirm[1] (1989)
- PS/2 Model P75, mit 486-Prozessor (30. November 1990)
- PS/2 L40SX, ein tragbares Gerät (1991)
- PS/2 Note N33SX, ein Notebook mit 386SX-Prozessor (1992)
- Thinkpad 700 und 700C
- PS/2 Note N51SX, ein typisches Notebook

## Betriebssysteme für PS/2
- PC DOS
- PC/GEOS
- OS/2
- Windows NT
- AIX for Personal System/2
- Xenix MC
- SCO Unix
- Solaris x86 (bis Version 2.6)
- UnixWare
- GNU/Linux (nicht alle Distributionen)
- NetBSD